# Sergio Córdova
Sergio Duvan Córdova Lezama (Calabozo, 9 agosto 1997) è un calciatore venezuelano, attaccante dello Young Boys e della nazionale venezuelana.

## Carriera

### Club
Il 12 luglio 2015 Córdova debutta con il Caracas giocando da titolare e segnando la prima rete nel 4-0 finale contro il Tucanes. Si ripete anche nella coppa nazionale dove compie la sua prima presenza e rete contro una squadra della categoria inferiore, il Petroleros de Anzoátegui. Alla sua prima stagione colleziona 13 presenze e quattro reti in tutte le competizioni. La stagione successiva è frenata da un infortunio, si rompe infatti il quinto metatarso del piede destro ed è costretto a saltare la prima parte di stagione. Recuperato dall'infortunio, termina la stagione con 21 presenze ed una rete.

### Nazionale
Il 19 gennaio 2017 esordisce con l'Venezuela under 20 nel Sudamericano Sub-20 collezionando 9 presenze ed una rete. Viene inserito tra i 23 giocatori selezionato in occasione dei Mondiali di categoria in Corea del Sud.

## Palmarès
- Canadian Championship: 1

Vancouver Whitecaps: 2023